# Résupination
La résupination  désigne le phénomène de rotation (généralement à 180°, donc retournement complet) de pièces florales d'une plante, provenant de la rotation de la fleur autour de son pédoncule.

## Orchidées
Les orchidées se caractérisent notamment fréquemment par un tel phénomène : le labelle devient alors ventral. Il existe de rares cas où l'ovaire subit une torsion de 360° (genre Liparis), ou bien où il n'y a pas du tout de résupination : Epipogium, Nigritella, Polystachya.

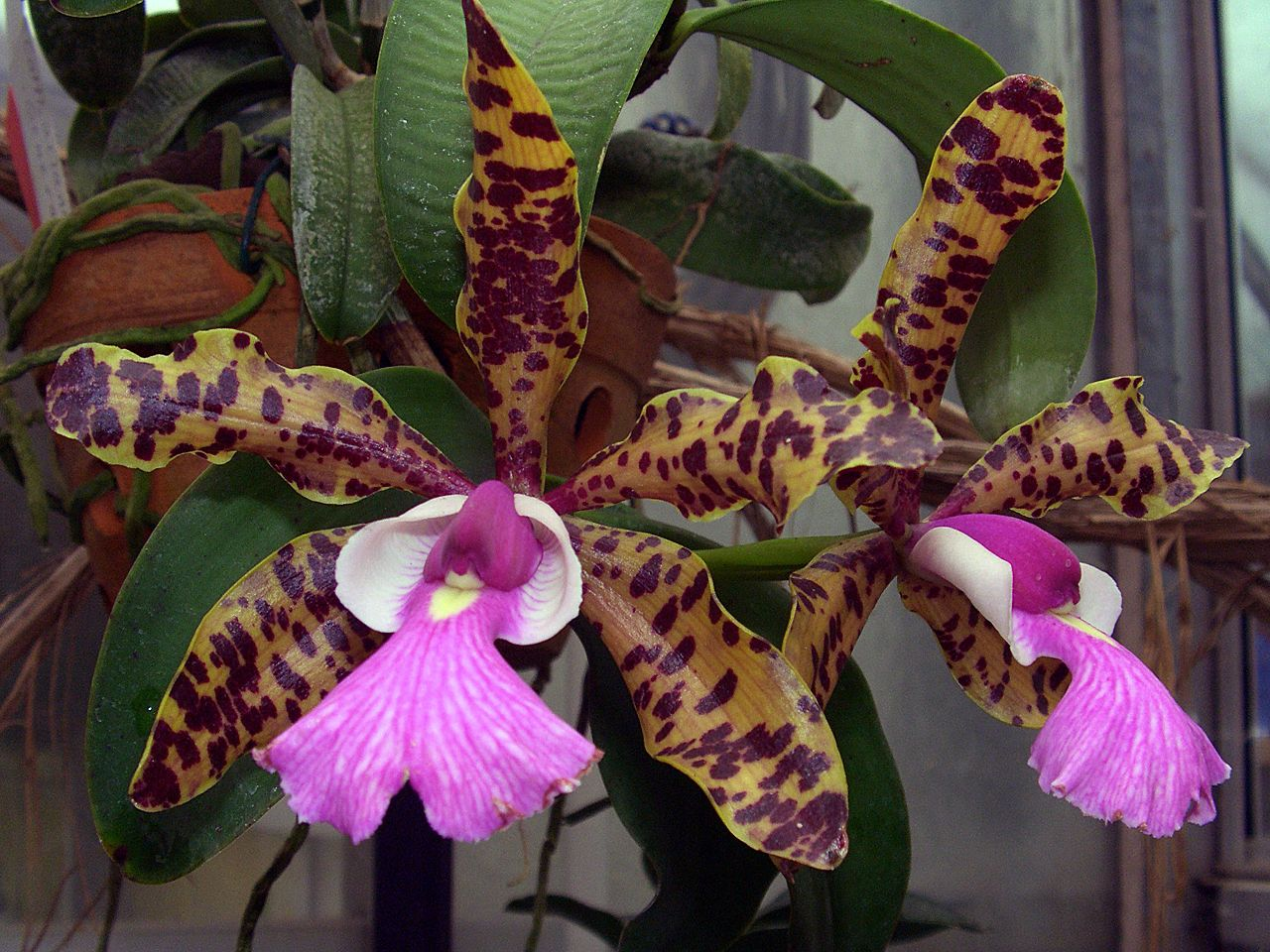
Fleur d'orchidée résupinée Cattleya aclandiae
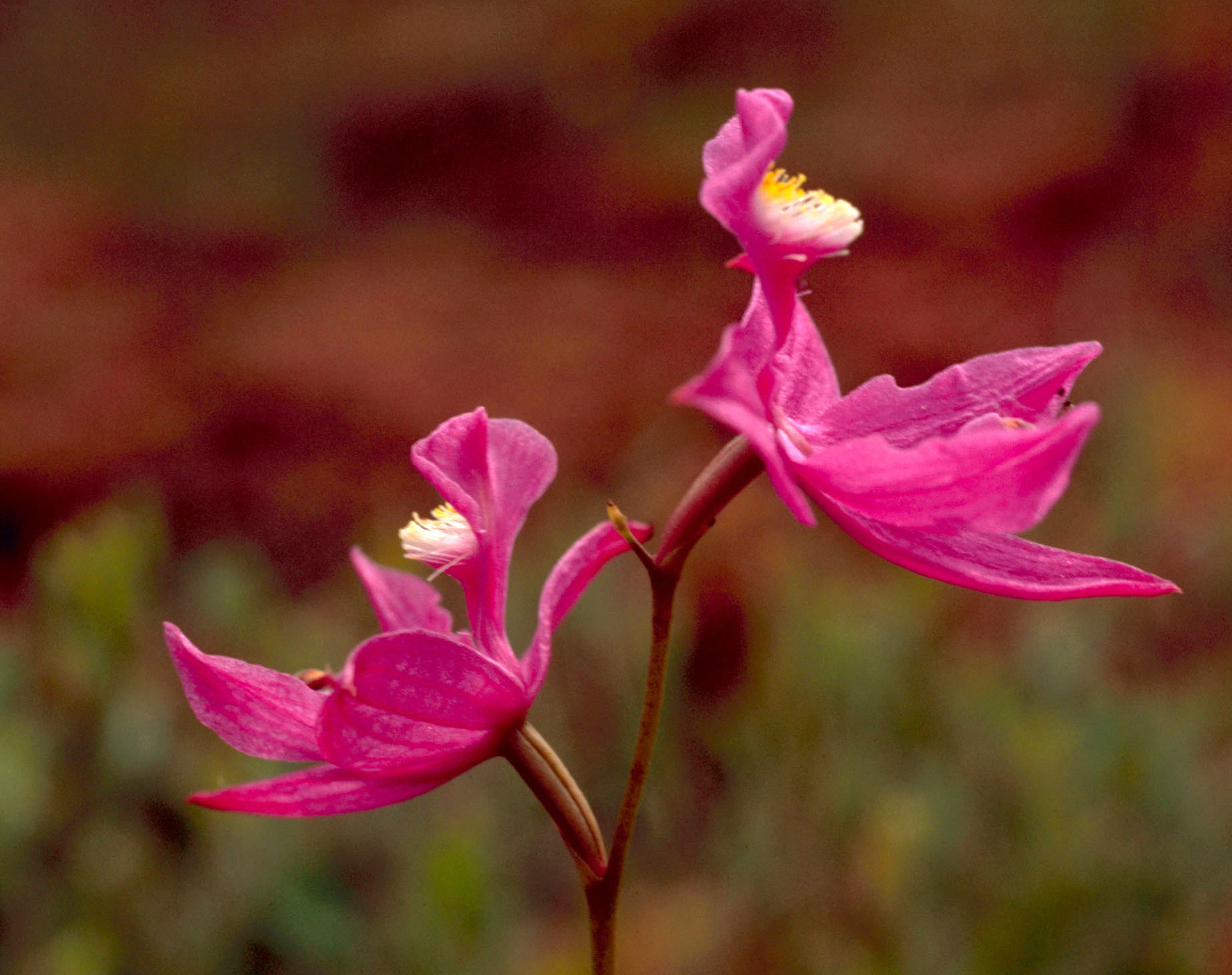
Fleur d'orchidée non résupinée Calopogon tuberosus